# Legousia scabra
Legousia scabra es una especie de planta perteneciente a la familia de las campanuláceas.

## Descripción
Es una planta escábrida. Tallos de hasta 50 cm de altura, ascendentes, simples o ramificados. Hojas obovadas, ligeramente onduladas; las inferiores pecioladas; las superiores sentadas. Flores sentadas en espiga terminal, aproximadamente tan larga como el resto del tallo. Cáliz con lóbulos de 5-8 x 0,75-1,25 mm, bastante más cortos que el ovario en la antesis, linear-lanceolados, acuminados, erecto-patentes en la fructificación, ligeramente escábridos. Corola aproximadamente de la longitud del cáliz en la antesis, violeta. El fruto en cápsula de hasta 20 mm, ligeramente estrechada en el ápice. Florece de abril a junio.

## Distribución y hábitat
Se encuentra en herbazales secos montanos calcáreos. Frecuente en todo el territorio de la península ibérica. Distribución general. W de la Región mediterránea donde se distribuye por Córcega, Francia, Portugal, España, Argelia, Marruecos, Túnez y también en las Azores.

## Taxonomía
Legousia scabra fue descrita por (Lowe) Gamisans y publicado en Cat. Pl. Vasc. Corse 100. 1985.
Etimología
Legousia: nombre genérico otorgado en honor de Bénigne Le Gouz de Gerland (1695-1773), político e historiador, "Gand-Bailli du Dijonnois", académico honorario de la Academia de Dijón y fundador, en 1771, del Jardín Botánico de la ciudad.
scabra: epíteto latino que significa "rugosa".
Sinonimia
- Legousia castellana (Lange) Samp.
- Legousia falcata var. scabra (Lowe) Jahand. & Maire
- Legousia scabra var. grandiflora (Willk.) O.Bolòs & Vigo
- Prismatocarpus scaber Lowe basónimo
- Specularia castellana Lange
- Specularia castellana var. grandiflora Willk.
- Specularia falcata subsp. castellana (Lange) Nyman
- Specularia falcata var. scabra (Lowe) A.DC.
- Specularia falcata f. scabra (Lowe) H.Lindb.[5][6]